# Droits LGBT au Burundi
Les personnes lesbiennes, gays, bisexuelles, et transgenres (LGBT) au Burundi font face à des problèmes légaux que n'ont pas les citoyens non-LGBT. Depuis 2009, le pays criminalise les activités sexuelles entre personnes de même sexe, hommes et femmes, et les punit d'une peine pouvant aller jusqu'à deux ans de prison et d'une amende. Les personnes LGBT sont poursuivies par le gouvernement et sont stigmatisées par la population en général.

Localisation du Burundi.

## Loi contre l'homosexualité

### Cadre juridique national
Depuis 2004, l'article 29 de la Constitution du Burundi interdit explicitement le mariage entre deux personnes de même sexe,,,. 
La loi fait suite à une marche contre l'homosexualité qui réunit plus de 10 000 participants à Bujumbura. Il s'agit de la plus importante manifestation au Burundi depuis 2005.
La loi de novembre 2008 de l'Assemblée nationale condamne les relations homosexuelles d'une peine de trois mois à deux ans de prison et d'une amende. 
La chambre basse du parlement du Burundi fait passer la législation qui criminalise les relations homosexuelles en novembre 2008,. Le Sénat du Burundi rejette ensuite l'amendement proposé mais l'assemblée, qui peut passer outre aux décisions du Sénat, vote pour l'amendement que le président Pierre Nkurunziza fait passer dans la loi le 22 avril 2009,,.

#### Sanctions applicables
Selon l'article 567 du code pénal du Burundi : « Quiconque a des relations sexuelles avec une personne de même sexe est puni d'une servitude pénale de trois mois à deux ans et d'une amende de cinquante mille francs à cent mille francs ou d'une de ces peines seulement »,.
Le 7 juin 2011, le ministère chargé de l'Éducation nationale introduit une ordonnance portant sur le règlement scolaire en vigueur au Burundi, classant parmi les fautes passibles de renvoi scolaire pendant toute l'année scolaire en cours « l'homosexualité », ensuite mentionné « les rapports sexuels en flagrant délit » en milieu scolaire comme étant punis de la même sanction.

### Cadre juridique international
Le Burundi a ratifié :
- le Pacte international relatif aux droits civils et politiques de 1976 (en 1990)[13] ;
- le Pacte international relatif aux droits économiques, sociaux et culturels de 1976 (en 1990)[13].

Bien que la République du Burundi soit dans l'obligation de respecter la Déclaration universelle des droits de l'homme ainsi que les traités ratifiés plus haut, les personnes LGBT au Burundi continuent d’être victimes de violations de droits humains et de faire face à une discrimination et stigmatisation grandissante.

#### Réponse de la communauté internationale
En février 2009, le Sénat rejette une décision votée en novembre 2008 par l'Assemblée nationale criminalisant les relations intimes avec des personnes de même sexe. Cependant, selon la constitution burundaise, en cas de désaccord entre les deux chambres du Parlement, la décision de l'Assemblée nationale prévaut. Le président Nkurunziza rejette, par ailleurs, les appels de diplomates internationaux pour demander au Parlement de réviser l'article en question.
Lors de l’Examen périodique universel du 24 janvier 2013, la réponse aux recommandations à l’égard de l’État du Burundi traitant de la décriminalisation des relations sexuelles entre adultes de même sexe consentants n'est ni satisfaisante, ni décevante, vu qu’elle fait appel à la compréhension de la part de la communauté internationale quant au respect des coutumes et mœurs du Burundi, et ajoute pour ce fait que la décriminalisation n'est pas envisageable pour le moment.

## Situation sociale

### Attitude de la société

#### Perception générale
L'homosexualité est un tabou au sein de la société burundaise et même considérée comme une pratique importée par les blancs. Selon une enquête réalisée en 2014- 2015, seulement 10 % des Burundaises et Burundais sont ouverts à l’égard des personnes issues des minorités sexuelles, une proportion inférieure à la moyenne des pays africains (21 %). Le 6 mars 2009, une manifestation soutenant la pénalisation de l'homosexualité a lieu à Bujumbura, en réponse à l'appel du parti présidentiel CNDD-FDD.
Après la pénalisation de l'homosexualité en 2009, les cas d'agressions envers les homosexuels se sont accrus. Il s'agit d'agressions verbales ou physiques ayant lieu dans la rue, voire sur le lieu de travail.
La criminalisation des relations sexuelles entre personnes adultes consentantes de même sexe engendre un malaise psychologique généralisé chez les personnes LGBT, dont la majorité reste dans l’ombre. Et pour ne pas être identifiées comme personnes LGBT, elles ne prennent pas part aux programmes existants destinés à les prendre en charge.

#### Attitude des médias
L'ONG UHAI EASHRI a constaté entre 2013 et 2014 une amélioration dans la manière des médias de traiter les sujets liés aux personnes LGBT.
La représentation des minorités sexuelles dans les médias est, au mieux, stéréotypée dans la presse anglophone, voire ouvertement hostile dans la presse régionale, où les associations entre homosexualité, criminalité et maladies sont fréquentes.

#### Attitude des personnalités religieuses
Des propos homophobes sont tenus par des personnalités politiques et religieuses burundaises. En 2009, le désormais ex-président du CNDD-FDD Jérémie Ngendakumana déclare : « L’homosexualité est un pêché, c’est une culture copiée de l’extérieur et qui vient souiller nos mœurs et elle est pratiquée par des dégénérés... Si nous aimons notre pays, si nous aimons notre culture, nous devons interdire cette pratique qui ne peut qu’attirer le malheur sur nous ».
Des cas d'imans proférant des appels à la violence envers des personnalités LGBT ont été rapportés.

#### Violences et atteintes aux droits
D'après l'ONG UHAI EASHRI, des cas d’agression physique, d’extorsion par les agents étatiques (généralement rarement rapportés) sont observés ; ceux-ci ciblent les personnes sur base d’orientation sexuelle réelle ou supposée. Les personnes transgenres sont arrêtées et détenues arbitrairement dans des cellules qui ne sont pas conformes à leur identité de genre, dans lesquelles elles peuvent subir de la violence et de l’extorsion de la part des autres détenus.

### Visibilité des minorités sexuelles et de genre

#### Lieux de rencontre
Le seul espace mis à disposition des organisations LGBT est le centre Remuruka, ouvert en mai 2011 à Bujumbura, qui sert d’espace de travail pour les organisations LGBT, offre des services d’assistance psychosociale, de petits soins de santé, le dépistage volontaire, le counseling, l'aide à la réintégration sociale et des activités récréatives (commémoration des journées internationales, projections de films, activités communautaires organisées par les organisations LGBT), accueillant bon nombre de groupes de travail avec d'autres organisations de la société civile,.
Le gouvernement burundais n'appuie ni ne réprime cette initiative, mais néanmoins, le Centre Remuruka reçoit deux visites impromptues de reconnaissance d'agents du SNR entre son ouverture et mai 2014.
Il n'y a pas d'autre centre de rencontre connu de sources publiques au Burundi.

#### Associations
Au Burundi, la première organisation LGBT voit le jour en 2003, sous le nom d’Association pour le respect des droits des homosexuels (ARDHO), à l’initiative de l’activiste Georges Kanuma (1972-2009). ARDHO a évolué et est devenu Humure « N’aies pas peur » en 2009. Avec l’introduction de la proposition de loi pénalisant l’homosexualité au sein du Parlement burundais, Humure s’est scindée à la suite de divergences quant aux formes que le militantisme devait prendre : des activistes en provenance de Humure ont créé d’autres organisations en 2010, notamment : RCL et TWR, qui ont bénéficié du soutien de l’ANSS ; et MOLI au Centre Remuruka.
Bien que le cadre légal s’articulant autour de la reconnaissance légale des associations se perçoit comme offrant la possibilité aux organisations LGBT de se faire enregistrer, aucune organisation LGBT n’est enregistrée comme défendant les droits des personnes LGBT ; celles qui ont essayé ont été refusées,. Il en résulte que les associations LGBT agissent de manière « clandestine ».
L'association UHAI EASHRI déclare que les organisations LGBT au Burundi ne font pas de déclarations médiatiques, par souci de sécurité et d’optimisation des acquis et préfèrent travailler sous l’angle du VIH.

#### Manifestations
D'après Clotilde Niragira, ancienne ministre de la Solidarité nationale, « Les associations de défense des lesbiennes, gays, bisexuels et transgenres ne peuvent pas organiser des manifestations, sauf si elles ont été approuvées par les autorités. Il est difficile également pour elles de mener leurs activités sans approbation et s’il y a bien des homosexuels et des lesbiennes au Burundi, il n’y a pas d’associations agréées ».

### Attitude des autorités

#### Protection des forces de l'ordre
D'après l'association MOLI, des cas de menaces, d'insultes, et de harcèlement de la part ont été rapportés.
Cependant, le nombre de d'arrestations est faible, notamment car les personnes LGBT font en sorte d'être peu visibles. Elle ajoute que la plupart des cas de violence passent souvent inaperçus à cause des conditions d’insécurité prévalant à Bujumbura.
En février 2023, 24 personnes participant à une formation organisée par l'association MUCO à Gitega sont arrêtées, inculpées pour « pratiques homosexuelles ou incitation aux pratiques homosexuelles » et emprisonnées. Selon MUCO, la formation traitait du sujet de l'entreprenariat chez les jeunes,.

#### Déclarations politiques
En mars 2023, le président Évariste Ndayishimiye dénonce les homosexuels et « demande à tous les Burundais de maudire ceux qui s'adonnent à l'homosexualité car Dieu ne peut pas le supporter. Ils doivent être bannis, traités en parias dans notre pays car ils nous apportent la malédiction ». En décembre, il qualifie le mariage homosexuel d'« abominable » et appelle à enfermer tous les homosexuels dans un stade afin de les lapider, les accusant d'avoir choisi le diable et d'attirer la malédiction divine comme sur le Burundi comme sur Sodome et Gomorrhe,,, des propos qu'il réitère en mars 2024. Le 5 janvier 2024, le porte parole du département d'État des États-Unis appelle les dirigeants à « respecter les droits inaliénables et la dignité ».

#### Accès à la justice et application des lois
La première condamnation pour homosexualité sur la base de l'article 567 du Code pénal a lieu en septembre 2014.
Les violations des droits humains dirigées contre les minorités sexuelles et de genre restent donc sans poursuites judiciaires.